# Bahnstrecke Lérouville–Pont-Maugis
| |                      |                                                                            |                                                                            |
| Streckennummer (SNCF): | 088 000              |                                                                            |                                                                            |
| Kursbuchstrecke (SNCF): | 19 der Région Est    |                                                                            |                                                                            |
| Streckenlänge: | 143,3 km             |                                                                            |                                                                            |
| Spurweite: | 1435 mm (Normalspur) |                                                                            |                                                                            |
| Maximale Neigung: | 10,5 ‰               |                                                                            |                                                                            |
| Streckengeschwindigkeit: | 40 km/h              |                                                                            |                                                                            |
| Zweigleisigkeit: | 1885 bis 1959        |                                                                            |                                                                            |
| |                      |                                                                            |                                                                            |
| \| \| \| Bahnstrecke Paris–Strasbourg von Straßburg \| \| \| \| 288,70,0 \| Lérouville \| 231 m \| \| \| \| Bahnstrecke Paris–Strasbourg nach Paris \| \| \| \| 3,81 \| Sampigny \| 228 m \| \| \| 6,89 \| Werksanschluss \| Werksanschluss \| \| \| 9,3 \| Kœur \| 221 m \| \| \| 16,84 \| Saint-Mihiel \| 219 m \| \| \| 22,07 \| Dompcevrin \| 216 m \| \| \| 25,54 \| Bannoncourt \| 219 m \| \| \| 26,10 \| LGV Est européenne \| LGV Est européenne \| \| \| 29,27 \| Woimbey \| 213 m \| \| \| 33,09 \| Tilly-sur-Meuse \| 212 m \| \| \| 35,05 \| Villers-sur-Meuse \| 209 m \| \| \| \| Les Monthairons \| \| \| \| 41,24 \| Ancemont/Dieue-sur-Meuse \| 204 m \| \| \| \| Werksanschluss \| \| \| \| 46,44 \| Dugny-sur-Meuse \| 217 m \| \| \| \| \| \| \| \| \| Bahnstrecke Saint-Hilaire-au-Temple–Hagondange von Saint-Hilaire-au-Temple \| \| \| \| \| \| \| \| \| 54,35 \| Verdun \| 200 m \| \| \| \| \| \| \| \| \| Bahnstrecke Saint-Hilaire-au-Temple–Hagondange nach Hagondange \| \| \| \| \| \| \| \| \| 60,8 \| Charny-sur-Meuse \| 199 m \| \| \| \| Marre \| \| \| \| 67,20 \| Chattancourt \| 190 m \| \| \| 72,69 \| Regnéville-sur-Meuse \| 197 m \| \| \| 77,62 \| Consenvoye \| 185 m \| \| \| 84,57 \| Sivry-sur-Meuse \| 180 m \| \| \| \| Vilosnes Haraumont \| \| \| \| 88,42 \| Brieulles-sur-Meuse \| 178 m \| \| \| 92,1 \| Bahnstrecke Marcq-Saint-Juvin–Baroncourt v. Marcq-St-Juvin \| Bahnstrecke Marcq-Saint-Juvin–Baroncourt v. Marcq-St-Juvin \| \| \| \| Depot Dun-Doulcon mit Wasserstelle \| \| \| \| 94,07 \| Dun-sur-Meuse \| 175 m \| \| \| ~94,1 \| D 998 (ehem. RN 398) \| D 998 (ehem. RN 398) \| \| \| ~94,1 \| Bahnstrecke Marcq-Saint-Juvin–Baroncourt v./ n. Baroncourt \| Bahnstrecke Marcq-Saint-Juvin–Baroncourt v./ n. Baroncourt \| \| \| 98,16 \| Sassey-sur-Meuse \| 174 m \| \| \| 100,72 \| Saulmory-et-Villefranche \| 175 m \| \| \| 107,80 \| Stenay \| 168 m \| \| \| 113,61 \| Inor \| 167 m \| \| \| 117,51 \| Pouilly-sur-Meuse \| 164 m \| \| \| \| Département Ardennes / Département Meuse \| \| \| \| 121,28 \| Létanne \| 162 m \| \| \| \| Villemontry \| \| \| \| 131,23 \| Mouzon \| 158 m \| \| \| 134,67 \| Autrecourt-Villers \| 159 m \| \| \| 140,19 \| Remilly-Aillicourt \| 157 m \| \| \| 142,859162,350 \| Bahnstrecke Mohon–Thionville von Thionville \| Bahnstrecke Mohon–Thionville von Thionville \| \| \| 161,978 \| Pont-Maugis \| 157 m \| \| \| \| Bahnstrecke Mohon–Thionville nach Mohon \| \| |                      |                                                                            |                                                                            |
| |                      | Bahnstrecke Paris–Strasbourg von Straßburg                                 |                                                                            |
| Dienststation / Betriebs- oder Güterbahnhof | 288,70,0             | Lérouville                                                                 | 231 m                                                                      |
| Abzweig geradeaus und nach links |                      | Bahnstrecke Paris–Strasbourg nach Paris                                    | Bahnstrecke Paris–Strasbourg nach Paris                                    |
| ehemaliger Bahnhof | 3,81                 | Sampigny                                                                   | 228 m                                                                      |
| Abzweig ehemals geradeaus und nach rechts | 6,89                 | Werksanschluss                                                             | Werksanschluss                                                             |
| Bahnhof (Strecke außer Betrieb) | 9,3                  | Kœur                                                                       | 221 m                                                                      |
| Bahnhof (Strecke außer Betrieb) | 16,84                | Saint-Mihiel                                                               | 219 m                                                                      |
| Haltepunkt / Haltestelle (Strecke außer Betrieb) | 22,07                | Dompcevrin                                                                 | 216 m                                                                      |
| Bahnhof (Strecke außer Betrieb) | 25,54                | Bannoncourt                                                                | 219 m                                                                      |
| Kreuzung (Strecke geradeaus außer Betrieb) | 26,10                | LGV Est européenne                                                         | LGV Est européenne                                                         |
| Haltepunkt / Haltestelle (Strecke außer Betrieb) | 29,27                | Woimbey                                                                    | 213 m                                                                      |
| Haltepunkt / Haltestelle (Strecke außer Betrieb) | 33,09                | Tilly-sur-Meuse                                                            | 212 m                                                                      |
| Bahnhof (Strecke außer Betrieb) | 35,05                | Villers-sur-Meuse                                                          | 209 m                                                                      |
| Haltepunkt / Haltestelle (Strecke außer Betrieb) |                      | Les Monthairons                                                            | Les Monthairons                                                            |
| Bahnhof (Strecke außer Betrieb) | 41,24                | Ancemont/Dieue-sur-Meuse                                                   | 204 m                                                                      |
| Abzweig ehemals geradeaus und von links |                      | Werksanschluss                                                             | Werksanschluss                                                             |
| Dienststation / Betriebs- oder Güterbahnhof | 46,44                | Dugny-sur-Meuse                                                            | 217 m                                                                      |
| |                      |                                                                            |                                                                            |
| Abzweig geradeaus, ehemals nach links und von links |                      | Bahnstrecke Saint-Hilaire-au-Temple–Hagondange von Saint-Hilaire-au-Temple | Bahnstrecke Saint-Hilaire-au-Temple–Hagondange von Saint-Hilaire-au-Temple |
| |                      |                                                                            |                                                                            |
| Bahnhof | 54,35                | Verdun                                                                     | 200 m                                                                      |
| |                      |                                                                            |                                                                            |
| Abzweig geradeaus und nach rechts |                      | Bahnstrecke Saint-Hilaire-au-Temple–Hagondange nach Hagondange             | Bahnstrecke Saint-Hilaire-au-Temple–Hagondange nach Hagondange             |
| |                      |                                                                            |                                                                            |
| ehemaliger Kopfbahnhof Strecke ab hier außer Betrieb | 60,8                 | Charny-sur-Meuse                                                           | 199 m                                                                      |
| Haltepunkt / Haltestelle (Strecke außer Betrieb) |                      | Marre                                                                      | Marre                                                                      |
| Bahnhof (Strecke außer Betrieb) | 67,20                | Chattancourt                                                               | 190 m                                                                      |
| Haltepunkt / Haltestelle (Strecke außer Betrieb) | 72,69                | Regnéville-sur-Meuse                                                       | 197 m                                                                      |
| Bahnhof (Strecke außer Betrieb) | 77,62                | Consenvoye                                                                 | 185 m                                                                      |
| Bahnhof (Strecke außer Betrieb) | 84,57                | Sivry-sur-Meuse                                                            | 180 m                                                                      |
| Haltepunkt / Haltestelle (Strecke außer Betrieb) |                      | Vilosnes Haraumont                                                         | Vilosnes Haraumont                                                         |
| Bahnhof (Strecke außer Betrieb) | 88,42                | Brieulles-sur-Meuse                                                        | 178 m                                                                      |
| Abzweig geradeaus, nach links und von links (Strecke außer Betrieb) | 92,1                 | Bahnstrecke Marcq-Saint-Juvin–Baroncourt v. Marcq-St-Juvin                 | Bahnstrecke Marcq-Saint-Juvin–Baroncourt v. Marcq-St-Juvin                 |
| Dienststation / Betriebs- oder Güterbahnhof (Strecke außer Betrieb) |                      | Depot Dun-Doulcon mit Wasserstelle                                         | Depot Dun-Doulcon mit Wasserstelle                                         |
| Bahnhof (Strecke außer Betrieb) | 94,07                | Dun-sur-Meuse                                                              | 175 m                                                                      |
| Bahnübergang (Strecke außer Betrieb) | ~94,1                | D 998 (ehem. RN 398)                                                       | D 998 (ehem. RN 398)                                                       |
| Abzweig geradeaus und nach rechts (Strecke außer Betrieb) | ~94,1                | Bahnstrecke Marcq-Saint-Juvin–Baroncourt v./ n. Baroncourt                 | Bahnstrecke Marcq-Saint-Juvin–Baroncourt v./ n. Baroncourt                 |
| Haltepunkt / Haltestelle (Strecke außer Betrieb) | 98,16                | Sassey-sur-Meuse                                                           | 174 m                                                                      |
| Bahnhof (Strecke außer Betrieb) | 100,72               | Saulmory-et-Villefranche                                                   | 175 m                                                                      |
| Betriebs-/Güterbahnhof Strecke bis hier außer Betrieb | 107,80               | Stenay                                                                     | 168 m                                                                      |
| ehemaliger Haltepunkt / Haltestelle | 113,61               | Inor                                                                       | 167 m                                                                      |
| ehemaliger Bahnhof | 117,51               | Pouilly-sur-Meuse                                                          | 164 m                                                                      |
| ehemalige Grenze |                      | Département Ardennes / Département Meuse                                   | Département Ardennes / Département Meuse                                   |
| ehemaliger Bahnhof | 121,28               | Létanne                                                                    | 162 m                                                                      |
| ehemaliger Haltepunkt / Haltestelle |                      | Villemontry                                                                | Villemontry                                                                |
| Dienststation / Betriebs- oder Güterbahnhof | 131,23               | Mouzon                                                                     | 158 m                                                                      |
| ehemaliger Bahnhof | 134,67               | Autrecourt-Villers                                                         | 159 m                                                                      |
| ehemaliger Bahnhof | 140,19               | Remilly-Aillicourt                                                         | 157 m                                                                      |
| Abzweig geradeaus und von rechts | 142,859162,350       | Bahnstrecke Mohon–Thionville von Thionville                                | Bahnstrecke Mohon–Thionville von Thionville                                |
| ehemaliger Bahnhof | 161,978              | Pont-Maugis                                                                | 157 m                                                                      |
| |                      | Bahnstrecke Mohon–Thionville nach Mohon                                    |                                                                            |

Die Bahnstrecke Lérouville–Pont-Maugis ist eine 143 km lange Hauptbahn in Lothringen, die nur noch dem Güterverkehr dient. Sie wurde mit der von der Chemin de Fer de l’Est übernommenen Kursbuch-Streckennummer 19 bezeichnet.
Die Strecke verläuft über ihre gesamte Länge auf der westlichen Flussseite der Maas (französisch Meuse), die vom Plateau von Langres kommend nach Norden zu den Ardennen fließt. Durch diese Streckenführung gibt es nahezu keine Steigungen sowie keine Kunstbauwerke wie Tunnel oder größere Brücken, was der Aufgabe der Strecke, Bereitstellung von Kriegsmaterial an der französisch-deutschen Front, zugutekam.: S. 81 Gleichzeitig sollte die Strecke auch eine Verbindung zur belgischen Hauptstadt herstellen. Zurzeit werden nur der nördliche Abschnitt ab Stenay sowie von Verdun aus, wo die Strecke die Bahnstrecke Saint-Hilaire-au-Temple–Hagondange kreuzt, je etwa fünf Kilometer in nördliche (bis Charny-sur-Meuse) und fünf Kilometer in südliche Richtung (bis Dugny) als Werksanschlüsse benutzt.

## Geschichte

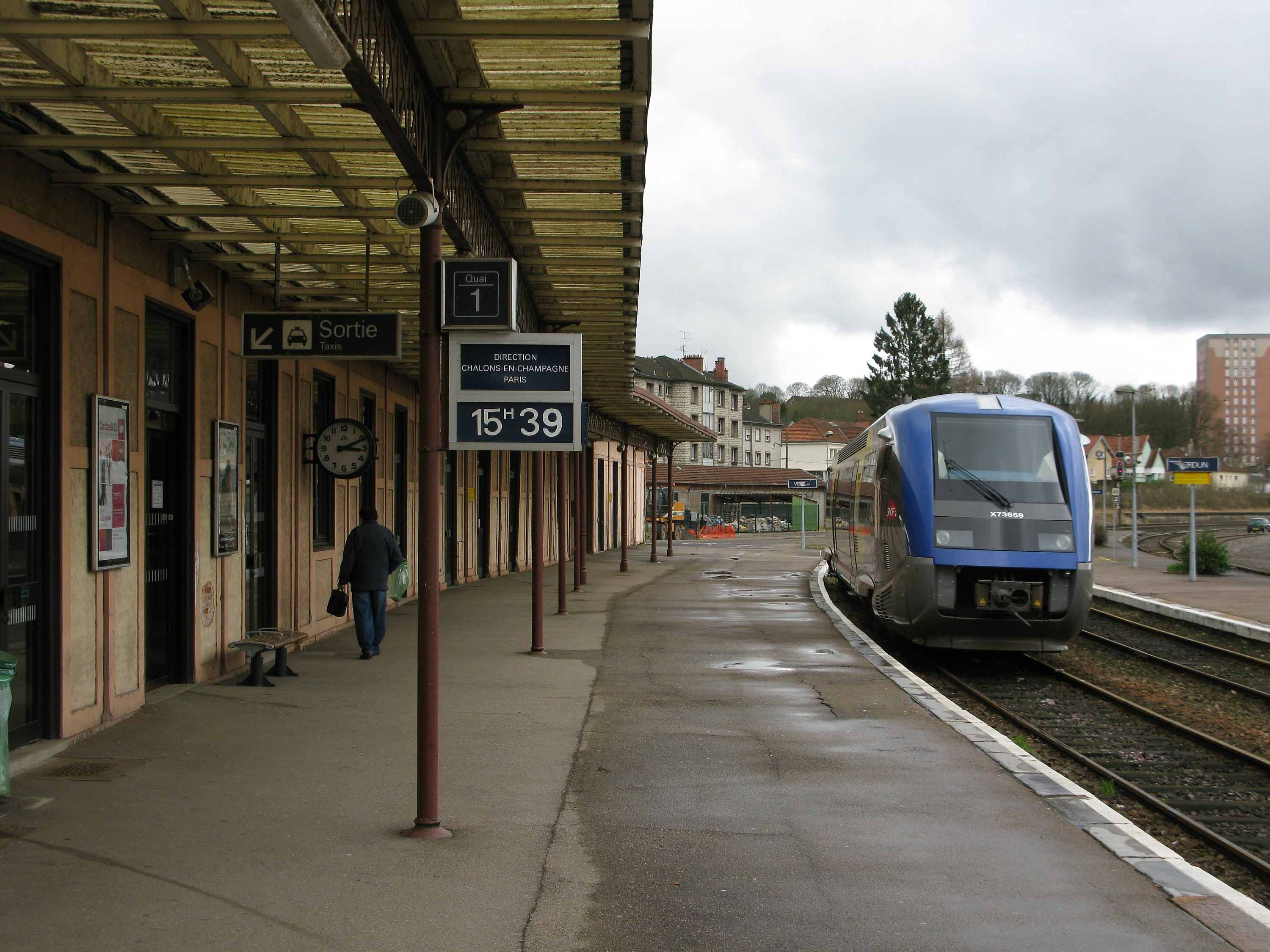
Verdun mit einem SNCF-Triebwagen der Reihe X 73500

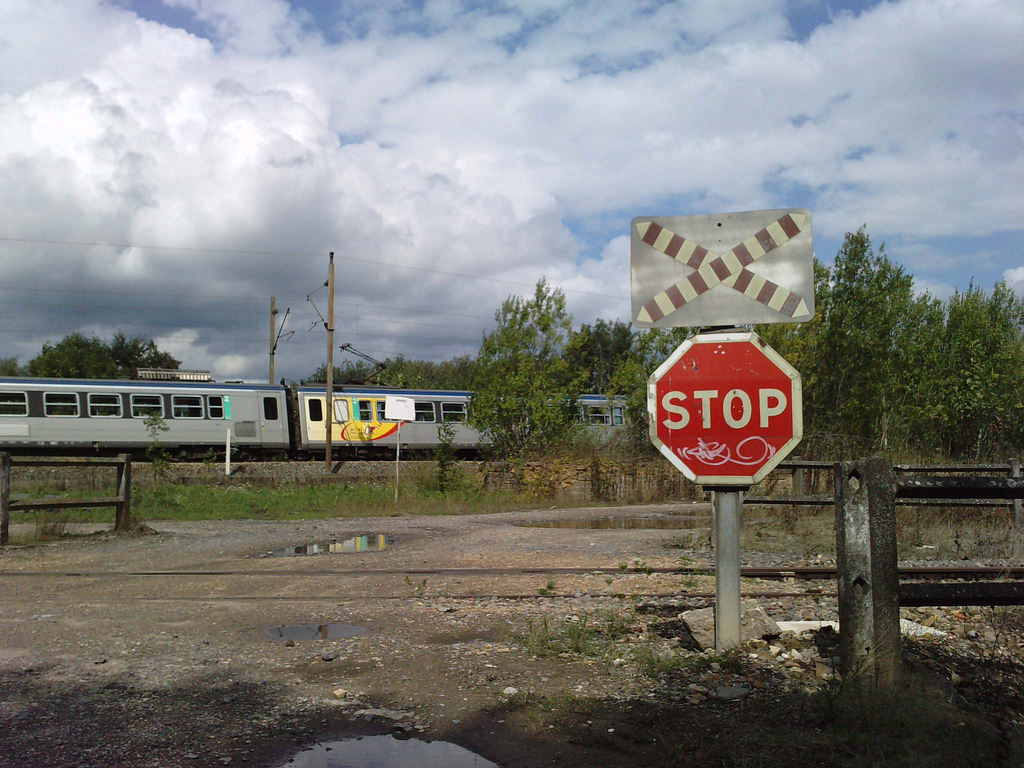
Vorne die inzwischen eingleisige Strecke, hinten die Bahnstrecke nach Thionville unmittelbar vor der Einmündung bei Pont-Maugis

Die Konzession zum Bau der Strecke wurde am 21. August 1869 erteilt, die Eröffnung der ersten Teilstrecke Pont-Maugis–Verdun erfolgte am 28. November 1873, nach anderen Quellen am 28. November 1874. Die Fertigstellung und Inbetriebnahme der gesamten Strecke erfolgte im Sommer 1876. In der Zeit des Ersten und Zweiten Weltkriegs war die Strecke vor allem von militärischer Bedeutung, lagen entlang der nördlichen Hälfte die Maginot-Linie und eine Reihe von Kasernen, die durch den Bahnverkehr mit Material und Personal versorgt werden konnten.
Sie wurde bei ihrer Planung auf Zweigleisigkeit ausgelegt, welche aber erst 1885 entsprechend verwirklicht wurde.: S. 81 Ferner hatte die Strecke auch kommerziellen Erfolg, weil entlang der Bahnstrecke einige Rohstoffwerke lagen: Kohle aus dem Lièger Becken, die nach Lothringen transportiert wurde, Kalk aus den Kalksteinbrüchen an der südlichen Streckenhälfte, das in den Werken von Verdun und Valenciennes gebraucht wurde, ferner Holz für die Papierfabrik in Stenay und auch Wein.
Ab 1936 wurden auf der Strecke zum ersten Mal vier Garnituren Schienenbusse vom Typ ZZCEy eingesetzt, die im Depot Mohon stationiert waren und dort durch Kriegseinwirkung 1944 vernichtet wurden. Nach 1945 wurden Schienenbusse vom Typ De Dietrich XD 42100 eingesetzt.: S. 83
Die Einstellung des Personenverkehrs erfolgte am 31. Mai 1959. Nach diesem Datum waren auf der Strecke gelegentlich Sanitätszüge der NATO sowie Diesellok-bespannte Güterzüge zu sehen.: S. 83
Da die Strecke noch bis zum 1. Januar 1998 als Strategische Bahn eingestuft war, ist sie noch komplett vorhanden. Einer Anfrage vom 5. Juli 2007 zu einer möglichen Wiedereröffnung an den Französischen Senat folgte die Bestätigung, den Fall finanziell prüfen zu wollen.

## Heutiger Zugverkehr
Der Abschnitt Pont-Maugis–Stenay wird im beschränkten Zugbetrieb (VUTR) mit einer Höchstgeschwindigkeit von 40 km/h und einer maximalen Achslast von 22,5 t bedient.: S. 83 Von 1990 bis 2000 führte die Chemin de fer touristique du sud des Ardennes zwischen Pont Maugis und Stenay an den Sommerwochenenden Fahrten mit einem Triebwagen durch. Bis Mouzon, wo unter anderem eine Niederlassung von ArcelorMittal bedient wird, gibt es noch einen täglich stattfindenden Güterzugverkehr, nach Stenay allenfalls noch gelegentlich.